# Wilhelmschreeuw
De Wilhelmschreeuw, beter bekend in het Engels als de Wilhelm scream, is een opgenomen mannenschreeuw die voor het eerst te horen was in de film Distant Drums uit 1951 en sindsdien in vele films als geluidseffect is gebruikt. Samen met een opname van een geluid van een roodstaartbuizerd is het waarschijnlijk het bekendste filmgeluidcliché.
In de film Distant Drums werd het geluid gebruikt voor een scène waarin een soldaat die door een moeras loopt gegrepen wordt door een krokodil. Voor deze scène werden zes verschillende schreeuwen opgenomen. Reeds na de première van Distant Drums werd het geluid populair onder geluidstechnici, maar de grote populariteit ervan is te danken aan geluidstechnicus Ben Burtt, die de vertolker van de schreeuw de naam Wilhelm gaf, naar een personage uit de film The Charge at Feather River uit 1953 (de oudste film waarin hij de schreeuw had opgemerkt), en die later in het geluidsarchief van Warner Bros. ook de oorspronkelijke opname ontdekte op een band met het etiket "Man being eaten by alligator" (Man die door een alligator wordt opgegeten), gebruikt voor Distant Drums. Burtt voegde het fragment zelf in in Star Wars (1977) en later in andere films. Dit was het begin van een inside joke tussen geluidstechnici van films, die het geluidsfragment decennialang in films bleven plaatsen waar dit paste. Bij actiefilms is dit vaak wel te realiseren, maar kenners en liefhebbers van films zijn altijd onder de indruk als het ook lukt om het fragment te gebruiken in niet zo voor de hand liggende films. Zo wordt het fragment ook gebruikt in A Star Is Born met Judy Garland.
Wanneer iemand het fragment eenmaal kent, is herkenning bijna onvermijdelijk. Een deel van de herkenners vindt dat het afleidt van de film. Ook andere geluidseffecten, zoals de Tarzanschreeuw (in Star Wars: Episode VI: Return of the Jedi), kunnen afleiden van een film.
Acteur Sheb Wooley wordt door velen gezien als de persoon die de Wilhelmschreeuw heeft ingeschreeuwd. Zijn naam wordt genoemd op een memo voor de film Distant Drums als 'extra stem'.